# Lewis Leary
Lewis Gaston Leary (* 18. April 1906 in Blauvelt, New York; † 1. Mai 1990 in Chapel Hill, North Carolina) war ein amerikanischer Literaturwissenschaftler.

## Leben
Leary studierte zunächst an der University of Vermont (B.A. 1928), am Graduiertenkolleg der Columbia University erwarb er 1931 den M.A.-Abschluss und promovierte hier 1941 zum Ph.D. Mit seiner Lehrtätigkeit begann er bereits 1928 im Libanon an der American University of Beirut (1928–1931). 1935–1941 lehrte er Englische Literatur an der University of Miami. Anschließend wechselte er zur Duke University (1941–1951), wurde hier aber nach dem Eintritt der Vereinigten Staaten in den Zweiten Weltkrieg zunächst freigestellt und arbeitete bis Kriegsende für das Office of Strategic Services. Von 1951 bis 1968 lehrte er an der Columbia University; von 1962 bis 1968 war er hier Vorsitzender des Fachbereichs für Englische Literatur. Von 1968 bis zu seiner Emeritierung 1976 lehrte er schließlich als William Rand Kenan Professor of English an der University of North Carolina at Chapel Hill.
Learys Forschungsschwerpunkt war die amerikanische Literatur des 18. und 19. Jahrhunderts; unter anderem veröffentlichte er Arbeiten zu Ralph Waldo Emerson, Herman Melville, Henry David Thoreau und John Greenleaf Whittier, als Standardwerk gilt bis heute insbesondere seine 1941 veröffentlichte Biographie Philip Freneaus (That Rascal Freneau).

## Werke (Auswahl)
- That Rascal Freneau: A Study in Literary Failure. Rutgers University Press, Brunswick, NJ 1941.
- The Literary Career of Nathaniel Tucker, 1750–1807. Duke University Press, Durham NC 1951.
- Motive and Method in The Cantos of Ezra Pound. Columbia University Press, New York 1954.
- Washington Irving. University of Minnesota Press, Minneapolis 1955.
- Mark Twain. University of Minnesota Press, Minneapolis 1960 (= University of Minnesota Pamphlets on American Writers 5).
- John Greenleaf Whittier. Twayne, New York 1961 (= Twayne’s United States Authors Series 6).
- Norman Douglas. Columbia University Press, New York 1968.
- Southern Excursions: Essays on Mark Twain and Others. Louisiana State University Press, Baton Rouge 1971, ISBN 080710938X.
- William Faulkner of Yoknapatawpha County. Crowell, New York 1973, ISBN 0690891733.
- Soundings: Some Early American Writers. University of Georgia Press, Athens GA 1975, ISBN 082030350X.
- Ralph Waldo Emerson: An Interpretive Essay. Twayne, Boston 1980. ISBN 0805790128.
- The Book-peddling Parson: An Account of the Life and Works of Mason Locke Weems, Patriot, Pitchman, Author, and Purveyor of Morality to the Citizenry of the Early United States of America. Algonquin Books, Chapel Hill NC 1984, ISBN 0912697091.